# 12º Stormo
Il 12º Stormo bombardamento terrestre viene costituito nell'aeroporto di Guidonia a Montecelio. Il numero distintivo "12" per uno Stormo era già stato in precedenza adottato dal 12º Stormo B.M. Tale reparto, costituito l'1 Giugno 1931 presso l'Idroscalo di Brindisi con l'86º Gruppo ed il 91°, venne sciolto il 5 ottobre 1931.

## Storia
Il 1º giugno 1936 viene costituito all'idroscalo di Brindisi il 12º Stormo B.M.. Il 12º Stormo bombardamento terrestre formato in seguito da tre Gruppi: il 41° con la 204ª e 205ª Squadriglia da bombardamento, il 42° con la 206ª e 207ª Squadriglia, ed il 48° con la 208ª e 209ª Squadriglia sui Savoia-Marchetti S.M.81.
All'atto della formazione del 12º Stormo B.T. viene costituito il solo 41º Gruppo al quale si aggiunge il 42º gruppo in data 15 luglio 1936. Il 48º Gruppo, invece, non verrà armato.
Il 15 settembre il 41º Gruppo viene staccato dal 12º Stormo e diventa autonomo, altrettanto avviene per il 42º Gruppo il 25 settembre. Nel marzo 1937 il Sottotenente Aurelio Pozzi avrebbe disegnato i tre sorci verdi che in seguito fu il distintivo del 12º Stormo.
Nell'ambito dell'Occupazione italiana dell'Albania (1939-1943) nell'aprile 1939, il 12º Stormo venne spostato da Roma a Brindisi operando con gli S79.
Al 10 giugno 1940 era al comando del Col. Gennaro Giordano all'Aeroporto di Ciampino Nord con il XLI Gruppo del Magg. Ettore Muti a Roma-Ciampino Nord con la 204ª (8 SM-79) al comando del Capitano Antonio Zannetti e la 205ª Squadriglia (8 SM-79) ed il XLII Gruppo del Magg. Ademaro Nicoletti Altimari a Orvieto-Castel Viscardo con la 206ª (8 SM-79) e la 207ª Squadriglia (8 SM-79) inquadrato nella 5ª Divisione Bombardamento Terrestre "Eolo" del Gen. B.A. Augusto Bonola di Viterbo della 3ª Squadra aerea.
Il 6 luglio 14 SM-79 del XLI Gruppo del Magg. Muti vanno all'Aeroporto di Gadurrà ed il 15 luglio 15 SM-79 del XLII Gruppo del Magg. Nicoletti Altimari vanno a Gadurrà insieme al comando di stormo. Il 15 luglio stesso 10 SM-79 del XLI Gruppo del Maggiore Muti bombardarono i depositi di petrolio di Haifa lanciando 120 bombe da 50 T da 5.000 m provocando vasti incendi e l'interruzione della corrente in città. Il 19 luglio nell'ambito della Battaglia di Capo Spada partecipano anche gli SM-79 del XLI Gruppo del Magg. Raina e del XLII Gruppo del Magg. Nicoletti Altimari. Il 21 luglio Muti compie una ricognizione offensiva su Alessandria d'Egitto con il primo CANT Z.1007bis del XLI Gruppo. Il 24 luglio 9 SM-79 del XLI Gruppo del Magg. Raina lanciano da 4000 m 144 bombe da 50 T incendiando i depositi di carburante e la raffineria di petrolio di Haifa. Il 6 agosto 10 SM-79 del XLI Gruppo del Magg. Muti lanciano da 4.000 m 120 bombe da 50 kg colpendo il porto ed incendiando i depositi di petrolio e l'oleodotto di Haifa.
Il 18 ottobre 1940 4 Savoia-Marchetti S.M.82 Marsupiale, del 41° Gr. Autonomo bombardano i pozzi petroliferi di Manama nelle isole del Bahrein con 3000 litri in più di carburante e bombe dirompenti da 15 kg. Ai comandi dell'aereo capo formazione, erano – Ten. Col. Muti, il Cap. Paolo Moci ed il Maggiore Roma. Tre velivoli colpirono la raffineria ma non il quarto che rimase separato dalla formazione. I 4 velivoli ripiegarono verso la rotta di rientro verso le 05:00 l'Eritrea ed atterrare sull’Aeroporto Internazionale di Massaua. Arrivati vicino alla costa, vengono avvisati che Massaua e zone vicine a nord erano sotto attacco, i 4 decisero di dirigersi verso l’aeroporto più vicino che era situato a Zula, volando radente sul mare – per non essere intercettati – alle ore 09:00 gli SM-82 atterrarono.
Dal novembre 1940 a gennaio 1941, il 41º Gruppo, dotato di Cant Z.1007 e S79, viene richiamato dall'Egeo per operare a Brindisi a rinforzo delle forze impiegate. Il periodo dell'S79 presso il reparto è breve in quanto sostituito interamente dai velivoli Cant Z.1007.
Lo Stormo viene posto in posizione quadro il 15 settembre 1940 ed il 10 maggio 1941 il 12º Stormo B.T. viene disciolto.

### Fonti
1. ↑   "Far vedere i sorci verdi": storia di una minaccia della Regia Aeronautica, su Difesa Online, 18 luglio 2017. URL consultato il 29 giugno 2025.
2. ↑   Nuova Difesa, La Regia Aeronautica all'atto della dichiarazione di guerra (10 giugno 1940), su La Nuova Difesa, 16 gennaio 2020. URL consultato il 29 giugno 2025.
3. ↑   Italiani in guerra, Medaglie d’Oro della 2ª Guerra Mondiale – Maggiore pilota ADEMARO NICOLETTI ALTIMARI – Rodi (Dodecaneso), 30 luglio 1940, su ITALIANI IN GUERRA, 30 luglio 2023. URL consultato il 29 giugno 2025.